# Atletica leggera alla XXX Universiade - Mezza maratona femminile
La mezza maratona femminile ai Giochi mondiali universitari di Napoli 2019 si è svolta il 13 luglio 2019.

## Risultati

### Individuale
| Posizione | Atleta                   | Nazionalità    | Tempo    | Distacco | Note                                     |
| --------- | ------------------------ | -------------- | -------- | -------- | ---------------------------------------- |
| Oro       | Akira Aizawa             | Giappone       | 1h05'15" |          |                                          |
| Argento   | Taisei Nakamura          | Giappone       | 1h05'27" | +12"     |                                          |
| Bronzo    | Tatsuhiko Ito            | Giappone       | 1h05'48" | +33"     |                                          |
| 4         | Edward Goddard           | Australia      | 1h06'20" | +1'05"   |                                          |
| 5         | Iliass Aouani            | Italia         | 1h06'52" | +1'37"   | Miglior prestazione personale stagionale |
| 6         | Shokhrukh Davlatov       | Uzbekistan     | 1h07'06" | +1'51"   |                                          |
| 7         | Saffet Elkatmiş          | Turchia        | 1h07'07" | +1'52"   |                                          |
| 8         | Alessandro Giacobazzi    | Italia         | 1h07'56" | +1'41"   |                                          |
| 9         | Ferhat Bozkurt           | Turchia        | 1h08'37" | +3'22"   |                                          |
| 10        | Lee Dong-jin             | Corea del Sud  | 1h08'54" | +3'39"   |                                          |
| 11        | Ersin Tekal              | Turchia        | 1h09'03" | +3'48"   |                                          |
| 12        | Park Min-ho              | Corea del Sud  | 1h09'14" | +3'59"   |                                          |
| 13        | Jacob Simonsen           | Danimarca      | 1h09'17" | +4'02"   |                                          |
| 14        | Mokofane Kekana          | Sudafrica      | 1h09'23" | +4'08"   |                                          |
| 15        | Wong Wan Chun            | Hong Kong      | 1h09'42" | +4'27"   |                                          |
| 16        | Wang Hao                 | Cina           | 1h09'51" | +4'36"   | YC R240.8(h)                             |
| 17        | Frederik Ernst           | Danimarca      | 1h10'05" | +4'50"   |                                          |
| 18        | Abdesl Meguellati Elokki | Algeria        | 1h10'21" | +5'06"   |                                          |
| 19        | Krilan Le Bihan          | Francia        | 1h10'28" | +5'13"   |                                          |
| 20        | Bryce Anderson           | Australia      | 1h10'41" | +5'36"   |                                          |
| 21        | Gonzalo Parra            | Messico        | 1h11'04" | +5'59"   |                                          |
| 22        | Anthony Timoteus         | Sudafrica      | 1h11'06" | +6'01"   |                                          |
| 23        | Martin Olesen            | Danimarca      | 1h11'07" | +6'02"   |                                          |
| 24        | Thamsanqa Khonco         | Sudafrica      | 1h12'57" | +7'42"   |                                          |
| 25        | Dani Reyes               | Messico        | 1h13'04" | +7'49"   |                                          |
| 26        | Park Jung-woo            | Corea del Sud  | 1h13'24" | +8'09"   |                                          |
| 27        | Kushmesh Kumar           | India          | 1h14'38" | +9'23"   |                                          |
| 28        | Maxim Raileanu           | Moldavia       | 1h15'05" | +10'00"  |                                          |
| 29        | Timothy Ongom            | Uganda         | 1h18'03" | +12'48"  |                                          |
| 30        | Brian Wangwe             | Uganda         | 1h20'20" | +15'15"  |                                          |
| 31        | Aqeel Al-Ammari          | Arabia Saudita | 1h23'34" | +18'19"  |                                          |
| 32        | Mohammed Madkhli         | Arabia Saudita | 1h25'25" | +20'10"  |                                          |
|           | Lachlan Cook             | Australia      | dnf      |          |                                          |
|           | Bandar Hassan            | Arabia Saudita | dnf      |          |                                          |
|           | Duo Bujie                | Cina           | dq       |          | R240.8(h), R144.4(f)                     |
|           | Peng Jianhua             | Cina           | dq       |          | R240.8(h)                                |
|           | Moses Longwe             | Malawi         | dns      |          |                                          |
|           | Edwin Mpozza             | Uganda         | dns      |          |                                          |

### Squadre
| Posizione | Nazione                                                     | Tempo    |
| --------- | ----------------------------------------------------------- | -------- |
| 1         | Giappone Akira Aizawa Taisei Nakamura Tatsuhiko Ito         | 3h16'30" |
| 2         | Turchia Saffet Elkatmiş Ferhat Bozkurt Ersin Tekal          | 3h24'47" |
| 3         | Danimarca Jacob Simonsen Frederik Ernst Martin Olesen       | 3h30'29" |
| 4         | Corea del Sud Lee Dong-jin Park Min-ho Park Jung-woo        | 3h31'32" |
| 5         | Sudafrica Mokofane Kekana Anthony Timoteus Thamsanqa Khonco | 3h33'26" |